# Mławka (Mława)
Mławka – część miasta Mława w województwie mazowieckim. Leży w rejonie ulicy Turystycznej na północy miasta.
Dawniej była to południowa część wsi Mławka.
W latach 1975–1998 miejscowość administracyjnie należała do województwa ciechanowskiego.